# Лука Бекари
Лука Бекари (рођен 29. октобра 1974.) је политичар из Сан Марина који је био ко-капетан регент током шестомесечног мандата 2014, заједно са Валеријом Чиаватом. Он је становник Серавала и бивши званичник Централне банке Сан Марина. Демохришћанин је од 1993. године, а Великом и Генералном већу се придружио 2012. године.